# 親和会 (貴族院)
親和会（しんわかい）は、1922年4月5日－1923年7月25日（30日とする説もある）に存在した貴族院の院内会派。代表者は中川良長。
1920年に男爵議員結集を目指して結成された公正会は、基本路線として茶話会を盟主とする幸四派に参加して、貴族院内においては反研究会・対衆議院においては反立憲政友会路線を採った。
ところが、男爵議員のうちでもかつての木曜会主流派は親立憲政友会路線を採っており、この路線に不満を抱いた。そんなおり、そのうちの1人である中川良長が立憲政友会の床次竹二郎内務大臣と連絡を取り合っていたことが発覚して除名されるという事件が起こる。これに激怒した中川とその支持者が中川を盟主に新会派を結成、研究会からも男爵6名が加わって合計25名により親和会を結成した。
当初、研究会は自派議員の脱落にもかかわらず、幸四派を構成する公正会からの脱落者発生を歓迎して協力を惜しまなかった。しかし、後に公正会そのものを切り崩して連携する動きに転ずると、存在意義を失い、翌年5月に中川は会派離脱を表明するに至って機能停止に至る。この様子を見た研究会の実力者水野直が仲介に入り、中川以下親和会が丸ごと研究会に入ることで親和会内部をまとめた。その結果、7月に中川以下ほとんどの議員が研究会に移籍して親和会は自然消滅した。ただし、1925年の男爵議員互選では、研究会所属の男爵議員が全員落選して公正会が全議席を独占している。